# Drassodes serratidens
Drassodes serratidens är en spindelart som beskrevs av Schenkel 1963. Drassodes serratidens ingår i släktet Drassodes och familjen plattbuksspindlar. Inga underarter finns listade i Catalogue of Life.